# Roman Łoktionow
Roman Borysowycz Łoktionow, ukr. Роман Борисович Локтіонов (ur. 18 października 1986 w Aleksandrii) – ukraiński piłkarz, grający na pozycji napastnika.

## Kariera piłkarska

### Kariera klubowa
Wychowanek klubów Krystał-Ametyst Oleksandria i MFK Oleksandria, barwy których bronił w juniorskich mistrzostwach Ukrainy (DJuFL). Karierę piłkarską rozpoczął 24 lipca 2004 w składzie MFK Oleksandria. W 2006 roku przeniósł się do Kreminia Krzemieńczuk. W lipcu 2008 został zaproszony do pierwszoligowej Worskły Połtawa, w składzie której 18 lipca 2008 debiutował w Premier-lidze. Nieczęsto wychodził na boisko, dlatego w sezonie 2009/10 został wypożyczony do największego klubu w rodzinnym mieście, FK Ołeksandrija. Po zakończeniu sezonu 2009/10 odszedł do drugoligowej ukraińskiej Stali Ałczewsk, klubu walczącego o awans. W czerwcu 2013 powrócił do PFK Oleksandria. Latem 2014 powrócił do Stali, a 21 stycznia 2015 przeszedł do Zirki Kirowohrad. 18 stycznia 2017 za obopólną zgodą kontrakt został anulowany. 10 marca 2017 podpisał kontrakt z białoruskim Niomanem Grodno.

## Sukcesy i odznaczenia

### Sukcesy klubowe
- wicemistrz Pierwszej lihi Ukrainy: 2013
- zwycięzca Pucharu Ukrainy: 2009
- finalista Superpucharu Ukrainy: 2009

### Odznaczenia
- tytuł Mistrza Sportu Ukrainy